# Билелло, Валерия
Валерия Билелло (итал. Valeria Bilello; род. 2 мая 1982) — итальянская актриса, телеведущая, модель.

## Биография
Валерия Билелло родилась в Сицилии, выросла в Милане. Во время обучения в гимназии иностранных языков, дебютировала в шоу-бизнесе. В 2006 году она сняла короткометражный фильм «Attesa», который стал победителем на фестивале «Sguardi Altrove». В 2008 году начала свою актерскую карьеру, сыграв в фильме «Il papà di Giovanna», представленный на Венецианском кинофестивале. В 2010 году снялась в фильме Габриэле Сальватореса «Счастливая семья».